# Шишковський Сергій Олегович
Сергі́й Оле́гович Шишко́вський (12 червня 1994 — 18 березня 2022) — український військовослужбовець, старший бойовий медик евакуаційного відділення 137 ОБМП, учасник російсько-української війни. Почесний громадянин міста Тернополя (2022, посмертно).

## Життєпис
Закінчив Чортківську загальноосвітню школу № 5, Чортківський медичний фаховий коледж (2013), Тернопільський національний медичний університет імені І. Я. Горбачевського (2018).
У 2018—2021 роках проходив інтернатуру за спеціальністю хірургія. Працював лікарем-хірургом у місті Сарнах на Рівненщині.
Пішов добровільно на війну медичним братом. Загинув у червні 2022 року під час виконання службового обов'язку в м. Миколаєві.
Загинув 18 березня 2022 року в Миколаєві внаслідок ракетного удару по казармах.

## Нагороди
- почесний громадянин міста Тернополя (22 серпня 2022, посмертно)[2].